# Liste des maires d'Oullins
La liste des maires d'Oullins présente la liste des maires de la commune française d'Oullins, située dans le sud-ouest de la métropole de Lyon en région Auvergne-Rhône-Alpes.

## La mairie

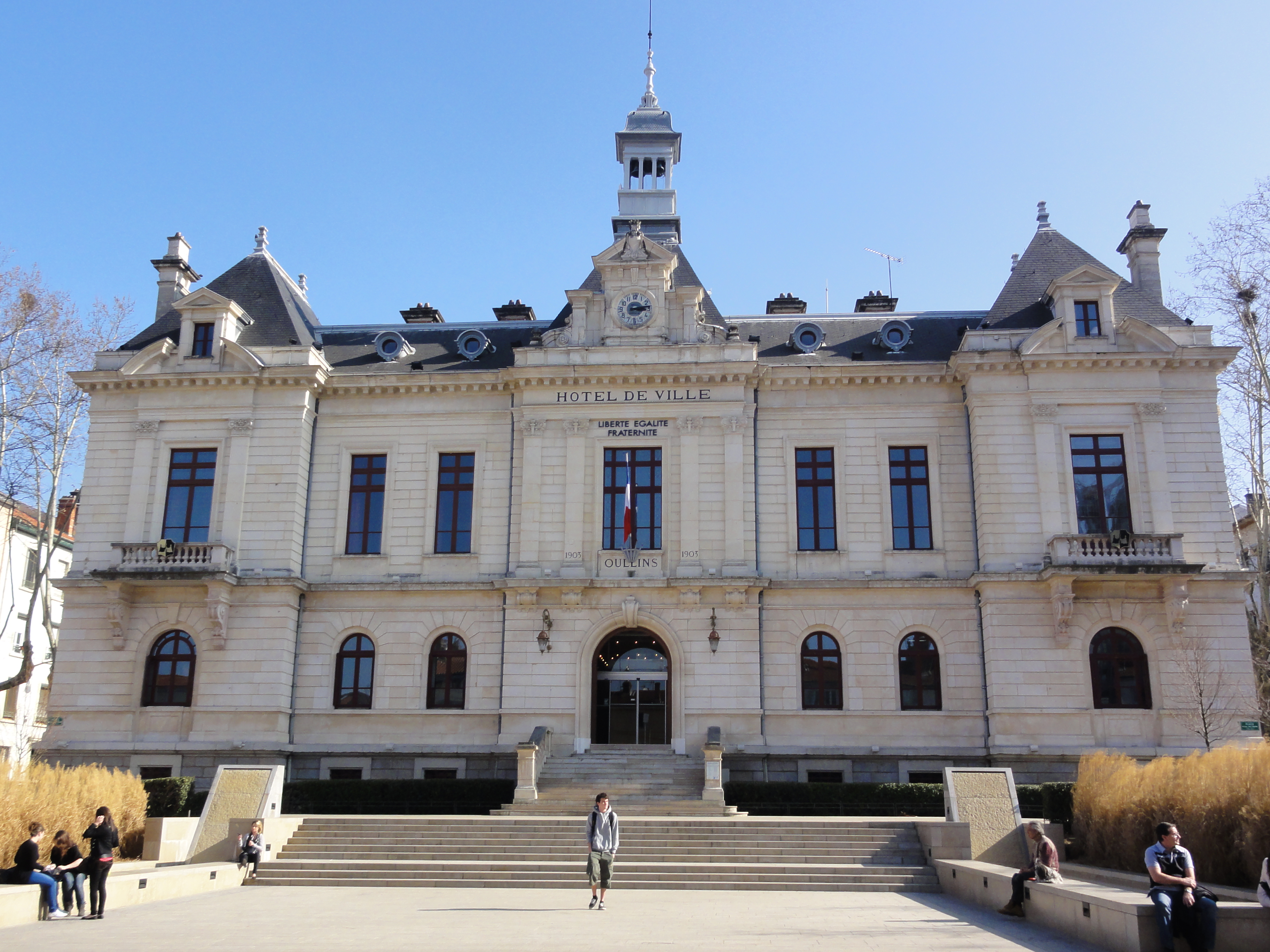
Hôtel de ville d'Oullins (2012).

L'hôtel de ville d'Oullins, situé sur la place Roger-Salengro, le long de la Grande rue, a été conçu par l'architecte Jean Clapot en 1903.
Ce dernier a également été conseiller municipal de Lyon de 1873 à 1883, conseiller général du canton de Lyon-I de 1883 à 1893 et président du conseil général du Rhône de 1887 à 1889 puis de 1892 à 1893.
La mairie d'Oullins est ouverte le lundi de 13 h 30 à 17 h, du mardi au vendredi de 8 h 30 à 12 h 30 et de 13 h 30 à 17 h et le samedi de 9 h à 12 h.

## Liste des maires

### De 1790 à laLibération de la France
| Période | Période | Identité                          | Étiquette | Qualité |
| ------- | ------- | --------------------------------- | --------- | --- |
| 1790    | 1792    | Jacques Boucharlat                |           | |
| 1792    | 1793    | Jean-François Joly                |           | |
| 1793    | 1794    | Pierre Feraud                     |           | |
| 1794    | 1795    | Thomas Desvignes                  |           | |
| 1795    | 1800    | Pas de maire                      |           | Représentation exercée par un officier de la commune voisine de Saint-Genis-Laval |
| 1800    | 1807    | Jean-Louis Milou                  |           | |
| 1807    | 1808    | Victor Robichon                   |           | |
| 1808    | 1815    | Jean-Louis Dumont-Gardelle        |           | |
| 1815    | 1815    | Jean-Baptiste Alix                |           | Chef d'escadron de cavalerie en retraite |
| 1815    | 1815    | Louis Dumont                      |           | |
| 1815    | 1818    | Jean-François Bouthier de Borgard |           | |
| 1818    | 1819    | Pierre Bonnebouche                |           | |
| 1819    | 1826    | André Maréchal                    |           | |
| 1826    | 1830    | André-Jacques Orsel               |           | |
| 1830    | 1835    | Maurice Bovet                     |           | |
| 1835    | 1846    | Auguste Ferrez                    |           | |
| 1846    | 1848    | Gaspard des Perichons             |           | |
| 1848    | 1855    | Antoine-Eugène Deschamps          |           | |
| 1855    | 1870    | Jacques-François Dulac            |           | |
| 1870    | 1872    | Gustave Arlès-Dufour              |           | Fils du créateur de l'École centrale de Lyon, François Barthélemy Arlès-Dufour |
| 1872    | 1874    | Horace Vollay                     |           | |
| 1874    | 1876    | Albert Gros                       |           | |
| 1876    | 1884    | Claude Michel                     |           | |
| 1884    | 1886    | Louis Ferlat                      |           | |
| 1886    | 1895    | Jean-Marie Fontrobert             |           | |
| 1895    | 1910    | Louis-Sylvain Normand             |           | |
| 1910    | 1919    | Jean-Louis Nicod                  |           | |
| 1919    | 1941    | Claude Jordery (1876-1945)        | SFIO      | Ouvrier ajusteur Député du Rhône (1936 → 1940) Conseiller général du canton de Saint-Genis-Laval (1931 → 1937) Révoqué de ses fonctions de maire par le gouvernement de Vichy, déporté, mort en déportation |
| 1941    | 1944    | Étienne Darfeuille                |           | |

### Depuis 1945
| Période         | Période                      | Identité                      | Étiquette         | Qualité |
| --------------- | ---------------------------- | ----------------------------- | ----------------- | --- |
| 1944            | 26 octobre 1947              | Marius Poncet                 |                   | |
| 26 octobre 1947 | 20 mars 1977                 | Paul Jordery (1901-1983)      | SFIO puis PS      | Employé municipal Conseiller général de Saint-Genis-Laval (1964 → 1973) Conseiller général d'Oullins (1973 → 1976)                       |
| 20 mars 1977    | décembre 1989                | Roland Bernard (1944-2009)    | PS                | Universitaire Député du Rhône (12e circ) (1981 → 1986) Sénateur du Rhône (1986 → 1995) Conseiller général d'Oullins (1976 → 1982)        |
| février 1990    | 23 octobre 1997              | Michel Terrot (1948- )        | RPR               | Avocat Député du Rhône (1986 → 1988) Député du Rhône (12e circ.) (1988 → 2017) Conseiller général d'Oullins (1985 → 1990) Démissionnaire |
| 23 octobre 1997 | 23 octobre 2017              | François-Noël Buffet (1963- ) | RPR puis UMP → LR | Avocat Sénateur du Rhône (2004 → ) Démissionnaire à la suite de son élection comme sénateur                                              |
| 23 octobre 2017 | En cours (au 5 juillet 2020) | Clotilde Pouzergue (1967- )   | LR                | Enseignante Conseillère de la Métropole de Lyon (2015 → ) Réélue pour le mandat 2020-2026                                                |

## Biographies des maires

### Clotilde Pouzergue
Clotilde Pouzergue est née le 6 janvier 1967 à Lyon. Elle est mariée et a 3 enfants. Elle habite Oullins depuis le début des années 1990. Elle est enseignante de formation, et a notamment enseignée pendant 8 ans à l'école primaire Marie-Curie d'Oullins.
Le 23 octobre 2017, elle succède à François-Noël Buffet à la mairie d'Oullins. Ce dernier, sénateur du Rhône depuis 2004, et contraint de ne conserver qu'un seul de ses deux mandats conformément à la loi du 14 février 2014 sur le non cumul des mandats, a préféré conserver son siège au Sénat. Entrée au conseil municipal d'Oullins lors des élections de 2001, Clotilde Pouzergue est d'abord conseillère municipale déléguée à la petite enfance de 2001 à 2008. À partir de 2008, elle devient adjointe au maire, d'abord chargée de la Culture et de la Jeunesse de 2008 à 2014, puis chargée de l'Aménagement urbain, du Développement durable et des Déplacements de 2014 à 2017.
Depuis 2014, elle est également conseillère métropolitaine au sein de la métropole de Lyon.

## Composition actuelle du conseil municipal
Les 35 sièges du conseil municipal ont été pourvus le 28 juin 2020 à l'issue du second tour du scrutin, selon la composition suivante :

## Résultats des élections municipales

### Élection municipale de 2014
- Maire sortant : François-Noël Buffet (UMP)
- 35 sièges à pourvoir au conseil municipal (population légale 2011 : 25 257 habitants)
- 3 sièges à pourvoir au conseil communautaire (Métropole de Lyon)

|                          | François-Noël Buffet * | UMP-UDI        | 4 710  | 50,56  | 28 | 3 |  |  |
|                          | Jean-Louis Ubaud       | PS             | 1 796  | 19,28  | 3  |   |  |  |
|                          | Alain Godard           | FN             | 1 103  | 11,84  | 2  |   |  |  |
|                          | Chantal Kerlan         | EELV           | 835    | 8,96   | 1  |   |  |  |
|                          | Bertrand Mantelet      | DVG            | 702    | 7,53   | 1  |   |  |  |
|                          | Jean-Luc Renault       | LO             | 169    | 1,81   |    |   |  |  |
|                          |                        |                |        |        |    |   |  |  |
| Inscrits                 | Inscrits               | Inscrits       | 16 230 | 100,00 |    |   |  |  |
| Abstentions              | Abstentions            | Abstentions    | 6 717  | 41,39  |    |   |  |  |
| Votants                  | Votants                | Votants        | 9 513  | 58,61  |    |   |  |  |
| Blancs et nuls           | Blancs et nuls         | Blancs et nuls | 198    | 2,08   |    |   |  |  |
| Exprimés                 | Exprimés               | Exprimés       | 9 315  | 97,92  |    |   |  |  |
| * Liste du maire sortant |                        |                |        |        |    |   |  |  |

### Élection municipale de 2020
- Maire sortant : Clotilde Pouzergue (LR)
- 35 sièges à pourvoir au conseil municipal (population légale : 27 113 (2021))

| Tête de liste            | Tête de liste            | Liste                    | Premier tour | Premier tour | Second tour | Second tour | Sièges |  |
| Tête de liste            | Tête de liste            | Liste                    | Voix         | %            | Voix        | %           | CM     |  |
| ------------------------ | ------------------------ | ------------------------ | ------------ | ------------ | ----------- | ----------- | ------ |  |
|                          | Clotilde Pouzergue       | DVD                      | 2 800        | 47,01        | 2 883       | 51,31       | 27     |  |
|                          | Jean-Charles Kohlhaas    | EÉLV-G.s                 | 1 796        | 30,15        | 2 735       | 48,68       | 8      |  |
|                          | Joëlle Sechaud           | PS-PCF                   | 694          | 11,65        | 2 735       | 48,68       | 8      |  |
|                          | Joël Montet              | LREM                     | 501          | 8,41         |             |             | 0      |  |
|                          | Cécile Faurite           | LO                       | 164          | 2,75         | 0           |             |        |  |
|                          |                          |                          |              |              |             |             |        |  |
| Votes valides            | Votes valides            | Votes valides            | 5 955        | 96,55        | 5 618       | 97,69       |        |  |
| Votes blancs             | Votes blancs             | Votes blancs             | 88           | 1,43         | 69          | 1,20        |        |  |
| Votes nuls               | Votes nuls               | Votes nuls               | 125          | 2,03         | 64          | 1,11        |        |  |
| Total                    | Total                    | Total                    | 6 168        | 100          | 5 751       | 100         | 35     |  |
| Abstention               | Abstention               | Abstention               | 10 732       | 63,50        | 11 157      | 65,99       |        |  |
| Inscrits / participation | Inscrits / participation | Inscrits / participation | 16 900       | 36,50        | 16 908      | 34,01       |        |  |